# Oratorio di Santa Maria Addolorata in Trastevere
Santa Maria Addolorata in Trastevere ou Oratório de Nossa Senhora das Dores em Trastevere é um oratório de Roma, Itália, localizado no rione Trastevere, na via della Paglia, encostada à direita do fundo da basílica de Santa Maria in Trastevere. É dedicada a Nossa Senhora das Dores (Santa Maria Addolorata) e é uma igreja anexa da paróquia de Santa Maria in Trastevere.

## História
Este oratório foi construído em 1819 pela "Arquiconfraria de Nossa Senhora das Dores e das Almas no Purgatório" (em italiano:  Arciconfraternita di Maria Santissima Addolorata e delle Anime del Purgatorio), fundada em 1564, com base num projeto do arquiteto Domenico Servi. Vizinha dela estava o cemitério da basílica ao lado, que não existe mais, e, em cujo local, por todo o século XIX, ficavam representações sagradas na forma de estátuas de cera em tamanho natural das almas dos defuntos.
Na fachada do oratório está um portão com arquitrave e uma janela recuado. Ao lado está uma outra janela com as seguintes inscrições: "Qui transitis per viam attendite et videte" ("Aos que passam por esta estrada, veja e reflita") e "Vis mortuos onorare? Fac elemosinas" ("Quer homenagear os mortos? Dê esmolas"). No tímpano da fachada está uma cópia da "Pietà", de Michelangelo, com a seguinte inscrição: "Mater dolorosa, ora pro nobis" ("Nossa Senhora das Dores, rogai por nós"). Da rua, pode-se ver o campanário medieval.
O interior, restaurado em 1992, apresenta uma nave única com um único altar, sobre o qual está uma estátua de Jesus. Duas lápides de mármore recordam uma restauração realizada pelo papa Pio IX, em 1877, e a outra, os benefícios espirituais especiais concedidos pelo papa Leão XIII aos que visitavam este oratório.
Hoje está sob os cuidados da Comunidade de Sant'Egidio.